# Miami Dolphins Honor Roll

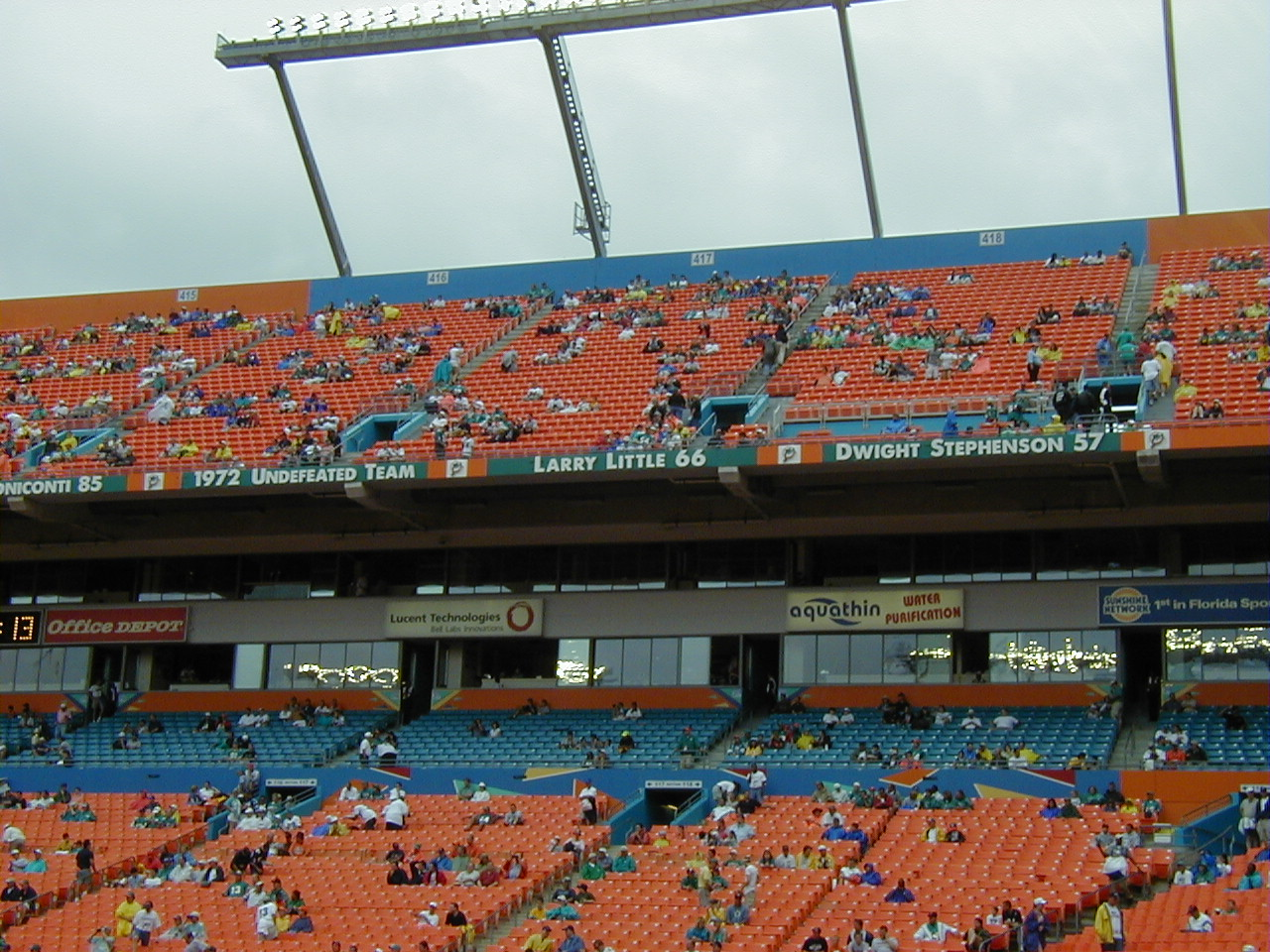

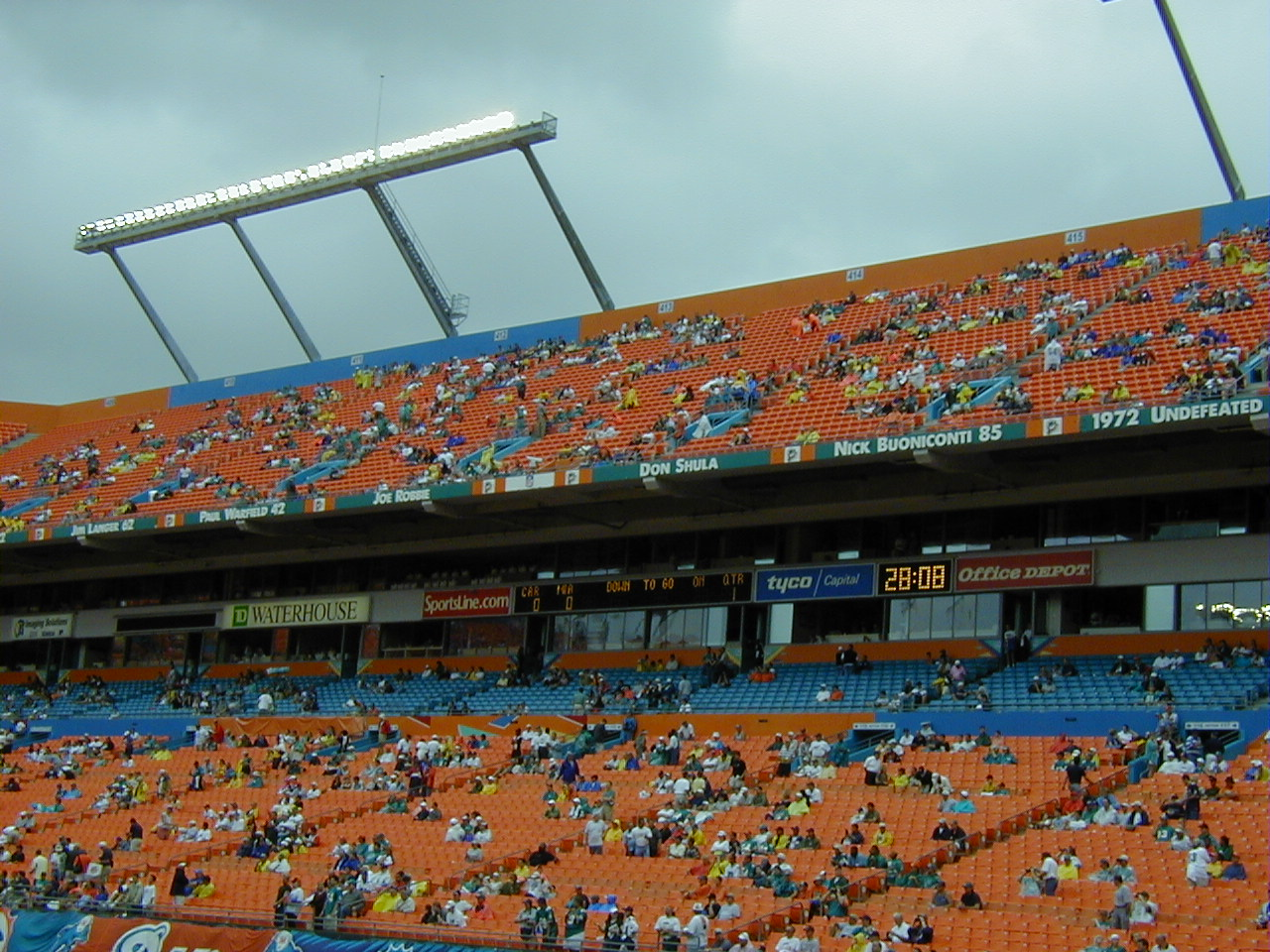

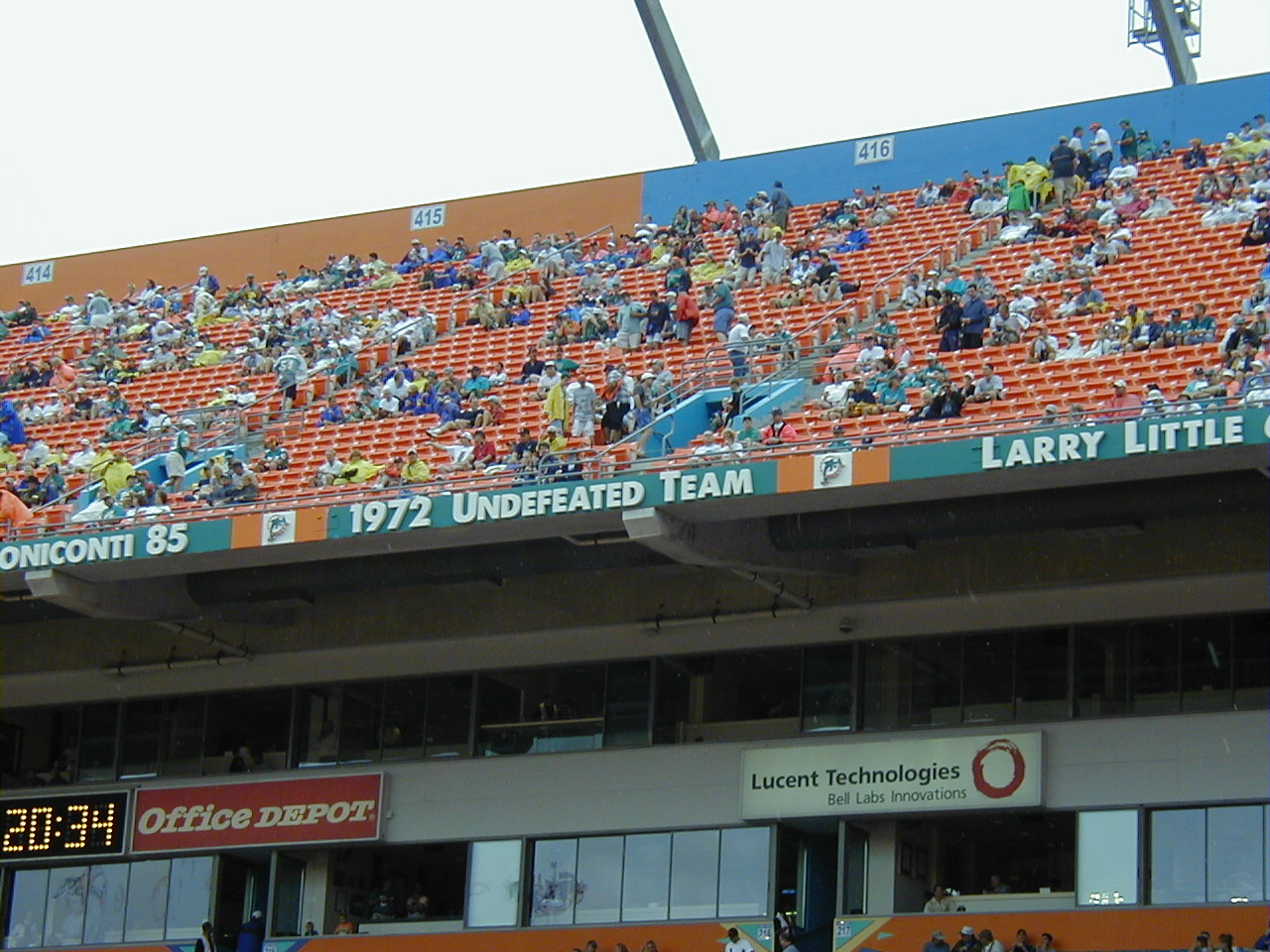

Il Miami Dolphins Honor Roll nel secondo anello del Sun Life Stadium di Miami, Florida, è il luogo dove si trovarono giocatori, allenatori, addetti ai lavori e dirigenti che hanno portato un contributo significativo alla franchigia dei Miami Dolphins.
Il Miami Dolphins Honor Roll iniziò il 16 settembre 1990 col primo indotto che fu il fondatore e primo proprietario dei Miami Dolphins, Joe Robbie, morto nove mesi prima.
Da allora, 20 giocatori e un allenatore sono stati inseriti nell'honor roll, oltre a un'induzione speciale per celebrare la squadra imbattura del 1972, avvenuta nel 1992, nel ventennale della vittoria del Super Bowl. Una classe speciale formata da 4 giocatori avvenne nel 1990 per onorare i primi quattro giocatori dei Miami Dolphins entrati nella Pro Football Hall of Fame: Csonka, Langer, Griese e Warfield. Ci furono poi una speciale induzione doppia nel 2003 per i cosiddetti "Marks Brothers", Mark Clayton e Mark Duper, e un'altra introduzione doppia per i membri della difesa soprannominata "Killer B's" Bob Baumhower e Doug Betters nel 2008. L'ultima induzione doppia avvenne nel 2010 per due delle stelle della difesa della squadra del '72, Jake Scott e Bill Stanfill.
I membri del Miami Dolphins Honor Roll sono scelti dai membri stessi già presenti nell'honor roll e dai dirigenti della franchigia.

## Membri
| Nome                       | Numero | Ruolo                      | Anni con la squadra   | Data di induzione |
| Joseph "Joe" Robbie        |        | Fondatore/Proprietario     | 1966–1989             | 16 settembre 1990 |
| Larry Csonka               | 39 ^   | Fullback                   | 1968–1974, 1979       | 19 novembre 1990  |
| Bob Griese                 | 12 ^   | Quarterback                | 1967–1980             | 19 novembre 1990  |
| Jim Langer                 | 62     | Centro                     | 1970–1979             | 19 novembre 1990  |
| Paul Warfield              | 42     | Wide Receiver              | 1970–1974             | 19 novembre 1990  |
| Nick Buoniconti            | 85     | Linebacker                 | 1969–1976             | 18 novembre 1991  |
| Squadra imbattuta del 1972 |        |                            | 1972                  | 16 novembre 1992  |
| Larry Little               | 66     | Guardia                    | 1969–1980             | 16 dicembre 1993  |
| Dwight Stephenson          | 57     | Centro                     | 1980–1987             | 12 dicembre 1994  |
| Bob Kuechenberg            | 67     | Guardia                    | 1970–1984             | 15 dicembre 1995  |
| Don Shula                  |        | Capo-allenatore            | 1970–1995             | 25 novembre 1996  |
| Nat Moore                  | 89     | Wide Receiver              | 1974–1986             | 5 dicembre 1999   |
| Dan Marino                 | 13 ^   | Quarterback                | 1983–1999             | 17 settembre 2000 |
| Mark Clayton               | 83     | Wide Receiver              | 1983–1992             | 15 dicembre 2003  |
| Mark Duper                 | 85     | Wide Receiver              | 1982–1992             | 15 dicembre 2003  |
| Dick Anderson              | 40     | Safety                     | 1968–1977             | 3 dicembre 2006   |
| Richmond Webb              | 78     | Offensive Tackle           | 1990–2000             | 25 dicembre 2006  |
| Bob Baumhower              | 73     | Defensive Tackle           | 1977–1986             | 14 dicembre 2008  |
| Doug Betters               | 75     | Defensive End              | 1978–1987             | 14 dicembre 2008  |
| Jake Scott                 | 13     | Safety                     | 1970–1975             | 18 novembre 2010  |
| Bill Stanfill              | 84     | Defensive End              | 1969–1976             | 18 novembre 2010  |
| Jim Mandich                | 88     | Tight End                  | 1970–1977             | 4 dicembre 2011   |
| Jason Taylor               | 99     | Linebacker / Defensive End | 1997-2007, 2009, 2011 | 14 ottobre 2012   |
| Zach Thomas                | 54     | Linebacker                 | 1996-2007             | 14 ottobre 2012   |
| Bill Arnsparger            |        | Coordinatore difensivo     | 1969-1974, 1976-1983  | 14 dicembre 2012  |
| John Offerdahl             | 56     | Linebacker                 | 1986-1993             | 31 ottobre 2013   |
| Manny Fernandez            | 75     | Defensive Tackle           | 1968-1975             | 21 dicembre 2014  |

^ Indica che il numero di maglia è stato ritirato
Grassetto indica i membri della Pro Football Hall of Fame